# جونغ هاي-إن
جونغ هاي إن (مواليد 1 أبريل 1988) هو ممثل كوري جنوبي. ظهر لأول مرة في فيديو كليب للفرقة الفرعية "AOA Black"، في عام 2013، وظهر لأول مرة كممثل في مسلسل «عروس القرن» في عام 2014، حصل على اشادة لأدواره الداعمة في مسلسل «بينما كنت نائمًا» و«حياة السجن الحكيمة». لعب دور البطولة الأول في مسلسل «شيئًا ما في المطر» عام 2018.

## الحياة الشخصية
الجد الثالث لـ جونغ هاي ان هو جونغ ياك يونغ، المفكر العظيم في فترة آواخر حقبة جوسون. تخرج بدرجة علمية بقسم الترفيه الإذاعي في جامعة بيونغ تايك، حيث شارك في أنشطة مختلفة من بينها المسرحيات الموسيقية.

### التجنيد العسكري
التحق بالجيش وهو في الحادية والعشرين من عمره، وقع عقدا مع وكالته بعد تخرجه من الجيش والكلية.

## علاقات عامة

### اجتماعات المعجبين
عقد جونغ أول اجتماع للمعجبين في سيول في 28 يوليو 2018 في قاعة السلام بجامعة كيونغ هي، تبعها اجتماعات المعجبين في تايبيه وبانكوك وهونغ كونغ ومانيلا.

## الأعمال

### أفلام
| السنة | العنوان      | الدور             | م.     |
| ----- | ------------ | ----------------- | ------ |
| 2019  | على موجة حب  | تشا هيون وو       | [ 9 ]  |
| 2023  | 12.12: اليوم | الرائد أوه جين هو | [ 10 ] |

### مسلسلات
| السنة     | العنوان            | الدور         | ملاحظة                   | م.     |
| --------- | ------------------ | ------------- | ------------------------ | ------ |
| 2014      | عروس القرن         | تشوي كانغ اين | دور ثانوي                | [ 11 ] |
| 2014      | الفرسان الثلاثة    | اهن مين سيو   |                          | [ 12 ] |
| 2015      | الدم               | جو هيون-وو    | دور ثانوي                | [ 13 ] |
| 2015      | أجبني 1988         | بو يونغ       | دور الكاميو (الحلقة 13)  | [ 14 ] |
| 2016      | نعم، هذا هو الحال  | يوو سي جون    | دور ثانوي                | [ 15 ] |
| 2016      | العفريت            | تشوي تاي هي   | دور الكاميو (الحلقة 7–8) | [ 16 ] |
| 2016–17   | ضوء الليل          | تايك          | دور ثانوي                | [ 17 ] |
| 2017      | بينما كنت نائما    | هان وو تاك    | دور رئيسي                | [ 18 ] |
| 2017–18   | حياة السجن الحكيمة | الكابتن يوو   | دور ثانوي                | [ 19 ] |
| 2018      | شيء ما في المطر    | سيو جون هي    | دور رئيسي                | [ 20 ] |
| 2019      | ليلة ربيع واحدة    | يوو جي هو     | دور رئيسي                | [ 21 ] |
| 2020      | قطعة من عقلك       | مون ها وون    | دور رئيسي                | [ 22 ] |
| 2021      | زهرة الثلج         | ليم سو هو     | دور رئيسي                | [ 23 ] |
| 2022      | الارتباط           | ها دونغ سو    |                          | [ 24 ] |
| 2021–2023 | دي بي: أيام الكلب  | اهن جون هو    | الموسم 1–2               | [ 25 ] |
| 2024      | الحب المجاور       | سيونغ هيو     | دور رئيسي                | [ 26 ] |

## روابط خارجية
جونغ هاي-إن على موقع IMDb (الإنجليزية)
- جونغ هاي-إن على موقع ألو سيني (الفرنسية)
- جونغ هاي-إن على موقع قاعدة بيانات الفيلم (الإنجليزية)
- جونغ هاي-إن على موقع كينوبويسك (الروسية)